# Alabama Blues
Pour les articles homonymes, voir Alabama (homonymie).
Albums de les Chics Types
Hey ! Ma B.O.
(2011) Live au Millenium
(2014)
Alabama Blues est le troisième album des Chics Types réalisé en 2012. Une édition vinyle sort en 2013 sur le label Bluesiac (Réf BL 8711-LP).

## Historique
Alabama Blues est né d'une collaboration avec une auteur lyonnaise Maryvonne Rippert. Cette collaboration donne lieu à un roman jeunesse intitulé Alabama Blues dont l'album des Chics Types constitue la bande sonore. Celle-ci est accessible par le biais de Codes QR imprimés sur les pages. Cette innovation est saluée par de nombreux journaux dont le journal Le Monde le 17 mai 2003.

## Liste des chansons
| CD    | CD                               | CD                                 | CD    | CD | CD | CD | CD | CD | CD |
| No    | Titre                            | Auteur                             | Durée |    |    |    |    |    |    |
| ----- | -------------------------------- | ---------------------------------- | ----- | -- | -- | -- | -- | -- | -- |
| 1.    | Le Joueur de Jazz                | Cédric Vernet / Christian Biral    | 3:03  |    |    |    |    |    |    |
| 2.    | Laissez-nous respirer            | Cédric Vernet / Christian Biral    | 3:43  |    |    |    |    |    |    |
| 3.    | Alabama Blues                    | JB Lenoir                          | 3:45  |    |    |    |    |    |    |
| 4.    | Sur la route de Tullins          | Christian Biral                    | 3:27  |    |    |    |    |    |    |
| 5.    | (Sittin' On) The Dock of the Bay | Steve Cropper / Otis Redding       | 2:53  |    |    |    |    |    |    |
| 6.    | Chacun pour soi                  | Christian Biral                    | 3:15  |    |    |    |    |    |    |
| 7.    | Come Together                    | John Lennon / Paul McCartney       | 3:47  |    |    |    |    |    |    |
| 8.    | Éclaircie                        | Christian Biral                    | 6:12  |    |    |    |    |    |    |
| 9.    | A nos amours                     | Kent Cokenstock / Jacques Bastello | 4:02  |    |    |    |    |    |    |
| 10.   | Jumpin' Jack Flash               | Mick Jagger / Keith Richards       | 3:15  |    |    |    |    |    |    |
| 11.   | Le Mystère de la Blue Note       | Christian Biral                    | 3:09  |    |    |    |    |    |    |
| 12.   | Rockin' all over the world       | John Fogerty                       | 4:00  |    |    |    |    |    |    |
| 13.   | The Bare Necessities             | Terry Gilkynson                    | 2:24  |    |    |    |    |    |    |
| 47:00 |                                  |                                    |       |    |    |    |    |    |    |

## Musiciens
- Christian Biral: chant, guitare
- Jean-Yves Demure : Batterie
- Cédric Vernet : Basse
- Eric Corbet : Saxophone
- Philippe Crova : Guitare
- Christophe Annequin : Piano